# Свенссон, Карл Юхан
Карл Юхан Свенссон-Сарланд (швед. Karl Johan Svensson-Sarland; 12 марта 1887, Сольна — 20 января 1964, Стокгольм) — шведский гимнаст, чемпион летних Олимпийских игр 1908 и 1912.
На Играх 1908 в Лондоне Свенссон участвовал только в командном первенстве, в котором его сборная заняла первое место. Через четыре года, на Олимпиаде 1912 в Стокгольме он вошёл в состав своей сборной, которая стала лучшей по шведской системе.